# Jorge García Santos
Jorge García Santos (La Coruña, 10 de agosto de 1957-Ibidem., 15 de diciembre de 2020) fue un futbolista español que se desempeñaba como guardameta.

## Carrera deportiva
Entre 1977 y 1991 fue portero del Real Club Deportivo de La Coruña con el cual disputó más de 320 partidos oficiales entre Segunda División y Segunda B. Es el quinto jugador con mayor número de temporadas en el club y el segundo que más veces defendió la portería.
Jorge, apodado Parrocho, llegó al Deportivo procedente del Calasanz cuando aún era juvenil, completando su formación como futbolista en el club. Debutó con 20 años en la temporada 1977-78, se consolidó como portero titilar en la temporada 1980-81, tras la salida de Buyo al Sevilla F.C. Su trayectoria en la portería del Deportivo fue irregular, alternando temporadas brillantes con otras en las que perdía su condición de portero titular. Su última temporada fue la 1990-91, en la que el Deportivo consiguió el ansiado ascenso a Primera División, en dicha temporada fue portero suplente de Josu y disputó 2 partidos de liga. Se retiró con 33 años, tras no ser renovado su contrato.
Destacó como para penaltis, por ejemplo, en tandas de la Copa del Rey detuvo 9 penaltis de los 25 que le lanzaron. A lo largo de su carrera, logró terminar 87 partidos sin encajar gol.

## Clubes
| Club                         | País   | Año       |
| ---------------------------- | ------ | --------- |
| R. C. Deportivo de La Coruña | España | 1975-1991 |